# Stéphanie Ledu
Stéphanie Ledu, née à Clermont-Ferrand en 1966 est une autrice française de littérature d'enfance et de jeunesse. Avec sa collection « Mes p’tits docs »  elle est la deuxième personne la plus empruntée dans les bibliothèques en France.

## Biographie
Stéphanie Ledu, naît en 1966 à Clermont-Ferrand. Elle est tout d'abord libraire pendant douze ans, de 2003 jusqu'en 2015, à Aix-en-Provence dans le secteur jeunesse. Elle intègre ensuite les Éditions Milan ainsi que la presse avec le magazine Wapiti ou Toutàlire. Elle travaille également pour l'encyclopédie Larousse Jeunesse.
Ayant fréquenté dans son enfance le bibliobus de sa ville natale, elle se découvre une passion pour les livres : 

« Avec l’illustrateur Stéphane Frattini, elle s’attache à "raconter le documentaire comme une histoire" pour les tout-petits et les parents à travers 80 "P’tits docs", complétés par deux déclinaisons ("Mes p’tits docs à coller" et "Mes p’tits docs animés") sur des sujets variés, du quotidien aux voyages. »

« Mes p’tits docs » se compose de textes courts portant sur différents éléments du thème abordé dans le livre, rehaussé d’illustrations colorées. Le format du livre est conçu pour pouvoir être lu en groupe. Des mots et des expressions sont mis en surbrillance, ce qui favorise son usage pédagogique par le corps enseignant.
Stéphanie Ledu est la deuxième autrice la plus empruntée des bibliothèques de France en littérature jeunesse depuis 2016, et ce jusqu'en 2020,,,, selon le palmarès du Ministère de la Culture en partenariat avec le magazine Livres Hebdo.
Une analyse de ses documentaires  montre que « la proportion  d’hommes  et  de  femmes représentés  est  sensiblement  égale », avec, « une chose plutôt rare au sein de la littérature jeunesse ..., plusieurs personnes en fauteuil roulant et des couleurs de peaux variées »,.
Le journal Le Monde souligne notamment à propos de sa collection « Mes p’tits docs » : « Accompagnant les petits dans leur éveil au monde, ces premiers documentaires arrivent en 2e position du palmarès ».

Elle a publié plus d'une centaine de livres documentaires à destination des enfants, s'adressant particulièrement aux moins de 6 ans : 

« l’autrice star de Milan Jeunesse, Stéphanie Ledu, ... propose aux 3-6 ans, sur papier indéchirable, plus d’une centaine de titres sur tous les thèmes possibles, des pompiers aux dinosaures et du football aux moustiques »

Ou encore, sur la fonction présidentielle.
En hommage au centième numéro, « Mes p’tits docs »  a fait l'objet d'un concours national en 2020 afin que les écoliers déclinent un sujet à la façon du livre.